# 골드코스트 (퀸즐랜드주)
골드코스트(Gold Coast)는 오스트레일리아 퀸즐랜드주 남동부의 도시이다. 인구는 약 59만명(2010)이다. 오스트레일리아에서 인구 증가율이 가장 높은 도시이다. 골드코스트는 브리즈번에서 수 십 km 정도 남동쪽으로 떨어진 도시다.

## 역사
약 23,000년 전부터 원주민이 살았던 것으로 추측된다.
1770년 5월 16일, 인데버 호(HMB Endeavour)에 승선한 쿡 선장이 유럽 사람으로는 최초로 항해를 하면서 이 지역의 해안을 통과했다. 그러나 이 항해의 주된 목적은 골드 코스트 남부 뉴사우스 웨일즈 북부의 강 지역을 탐사하기 위한 목적이었으므로, 상륙하지 않았다.
1802년, 매슈 플린더스는 뉴사우스 웨일즈 북쪽 지역의 측량을 목적으로 한 항해에서 이곳 해안을 통과했다. 1823년, 모험가 존 옥슬리가 유럽인 최초로 해안 (지금의 머메이드 비치)에 상륙하여 정착을 시작했다. 머메이드 해변의 이름의 유래는 그가 도착했을 때 타고 있던 보트의 이름인 인어 호를 따서 명명되었다. 1800년대 중반, 최고의 건축 자재인 아카 삼나무는 임업에 종사하는 많은 사람들을 끌어들였다. 현재 네랑 지역은 임업을 중심으로하는 도시로 건설되었다. 이후 인근 계곡과 평야는 목장과 사탕수수 농장, 면화 밭으로 급속하게 개발이 진행되었다.
1885년 당시의 퀸즈랜드 주 지사였던 마스그레브는 현재의 사우스 포트 지역의 북쪽에 별장을 건설했다. 이때부터 골드 코스트는 브리즈번에 사는 상류층 사람들의 조용한 리조트 지역으로서 인식된다. 1889년에는 브리즈번과 사우스 포트를 연결하는 철도가 개통되어 호텔 등의 숙박 시설이 해안을 따라 지어지게 된다.

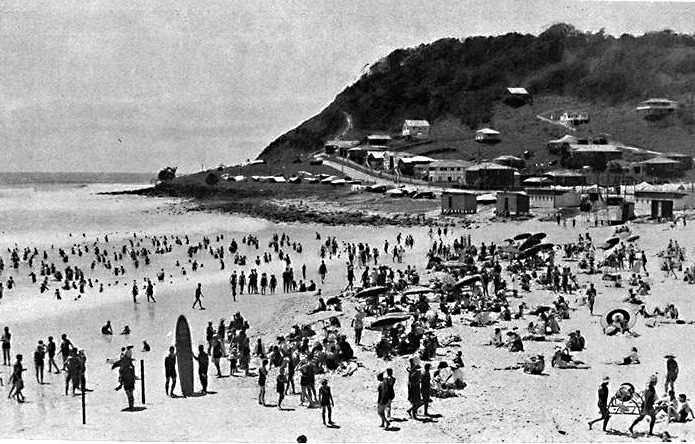
1930년대의 벌리 헤즈 해변

1925년에는 브리즈번과 사우스 포트를 연결하는 도로도 개통했다. 같은 해 짐 카비르가 사우스 포트 지역의 남쪽, 엘스톤 지구에 서퍼즈 파라다이스 호텔을 건설하였고, 이것을 계기로 관광이 활발하게 된다.
자동차가 보급되기 시작한 1930년대에 브리즈번에서 많은 사람들이 관광을 목적으로 방문해 많은 별장과 호텔을 지었고, 사우스 포트 지역에서 뉴사우스웨일스주 경계에 걸쳐 해안에 많은 건물들이 건설되었다. 1933년, 파라다이스 호텔이 세워져 있던 엘스톤 지구의 명칭을 서퍼스 파라다이스 지구로 개명했다. 호텔은 1936년에 불타서 재건축되었고, 동물원 등의 시설을 포함한 아트 데코풍의 거대한 건물이 되었다.
제2차 세계대전 후, 남동부 해안은 귀환한 병사들의 휴양지로서 매우 높은 인기를 끌고 있었다. 그때까지 이 지역은 사우스 코스트(남해안)라고 불렀지만, 활발한 부동산 투자와 급격한 물가상승이 발생하게 된 1940년대 후반에 부동산 투기와 기자들 사이에서 이 땅이 골드 코스트라고 불리게 되었다. 이 명칭의 기원은 여러 설이 있어서 지금도 논란이 계속되고 있다. 그러나 이때부터 일반인에게 골드 코스트라는 명칭이 정착하게 된다.
1950년대에도 관광업은 발전을 지속하였고, 1958년 10월 28일 남해안 마을 명칭을 골드 코스트로 확정하고 도시로 승격시켰다. 이때부터 입스위치 등 남동부 내륙에 사는 사람들에게 휴양지로 인기를 끌게 된다. 1960년대 골드코스트의 사회 기반은 매우 큰 발전을 이루었다. 고층 빌딩이 속속 세워졌고, 골드 코스트 공항이 개항되어 1981년 무렵에는 이 지역이 거대한 리조트 단지로 국내에 알려지게 된다. 1980년대에 들어가면 일본부동산 업체들의 투자가 활발하게 진행되게 더 많은 고층 빌딩이 지어지게 된다. 이와 같은 시기에 드림 월드, 씨월드, 무비 월드, 웨트 앤 와일드 등의 테마 파크가 차례차례로 지어지게 되고, 골드 코스트는 해외에서 방문하는 관광객들에게도 알려지게 되었다. 1980년대 후반 기업의 비윤리적인 활동이 눈에 띄기 시작하였고, 또한 재정난에 빠진 주정부가 다른 주와 해외에서 골드 코스트에 새로운 부동산 투자에 대해 추가 비용을 징수하는 정책을 전개 등 1990년대에는 관광지보다는 경제, 부동산 투자지로서의 측면이 강하 나타나게 된다. 1994년 골드 코스트 시 부근의 앨버트 지구와 합병을 정식 결정하여, 앨버트 지구는 도시의 일부가 되었다. 1995년 인수 합병에 따라 선거가 실시되어 3월 합병 이후 첫회의가 개최되었다.
유럽이 19세기 초에 정착을 시작한 초기에는 임업과 농업 등 산업을 주로했지만, 20세기초부터 관광지로서의 지위가 확립된 이후 골드 코스트의 역사는 부동산 투자와 그 결과들이 짙은 영향을 끼쳤다. 2005년에는 높이 322.5m의 초고층 빌딩인 Q1이 건설되었고, 부동산 투자는 다시 한번 호황을 맞이했다.

## 지리

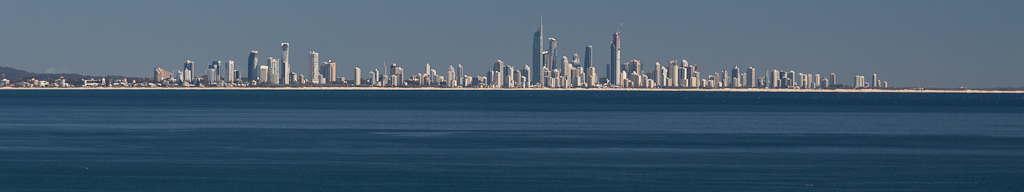
Burleigh Heads에서 본 골드코스트 스카이라인과 해안선.

골드 코스트는 남북으로 약 60 km 뻗어있으며, 퀸즐랜드주의 주도인 브리즈번에서 남쪽으로 약 78km에 위치한다. 로건 시 빈리 지구 북쪽에 인접한 도시 남단의 쿤랑가타 지역은 뉴사우스 웨일즈가 남쪽에 인접하여 있다. 내륙 바다는 세계자연유산에 등재된 스프링 브룩 국립공원이 있다. 이 지역은 네랑 강이라는 큰 강이 흐르고 있어 해안에서 내륙에 걸친 넓은 지역에 걸쳐 습지가 펼쳐져 있었지만 현재는 광범위하게 정비되어 있으며, 수로를 따라 주택이 세워져있다.

### 해변

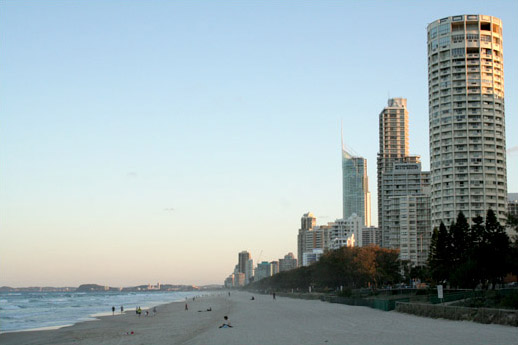
서퍼스 파라다이스 호텔

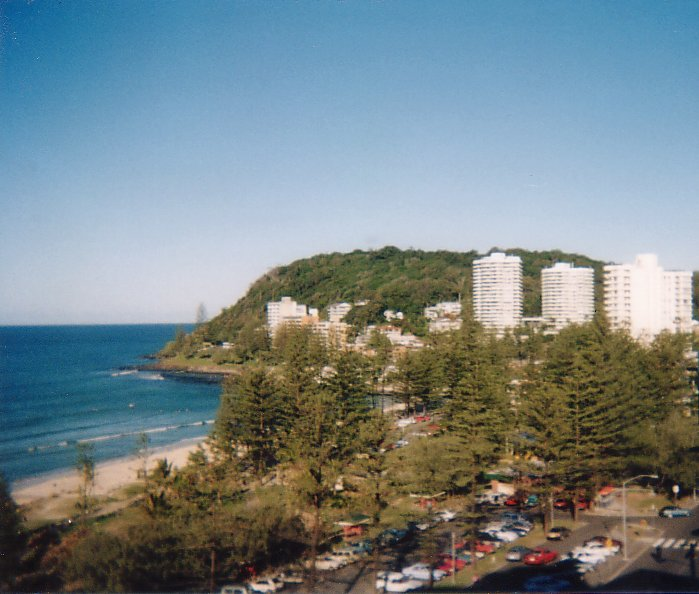
레이 헤즈

시의 동부는 해안선이 북쪽에서 남쪽까지 약 57km에 걸쳐 펼쳐져 있고, 호주에서 아주 인기있는 서핑 포인트 몇 곳이 있다.

#### 주요 해변과 서핑 포인트
- 사우스 스트래드브로크 섬(South Stradbroke Island)
- 더 스핏(The Spit)
- 메인 비치 (Main Beach)
- 서퍼스 파라다이스 (Surfers Paradise)
- 브로드 비치 (Broadbeach)
- 공주 비치 (Mermaid Beach)
- 노비 비치 (Nobby Beach)
- 레이 헤즈
- 마이애미 (Miami)
- 부레이 비치 (Burleigh Beach)
- 부레이 헤즈 (Burleigh Heads)
- 탈레붓제라 비치 (Tallebudgera Beach)
- 팜 비치 (Palm Beach)
- 카란 리아 비치 (Curruminbin Beach)
- 투간 (Tugun)
- 빌링가 (Bilinga)
- 키라(Kirra)
- 쿨랑가타(Coolangatta)
- 그린 마운트 (Greenmount)
- 레인보우 베이 (Rainbow Bay)
- 스내퍼 록스 (Snapper Rocks)
- 프로기즈 비치 (Froggies Beach)

남부 해안은 듀란 바 비치 (Duranbah beach)라는 서프 포인트는 세계적으로 유명한 해변 골드 코스트시의 일부로 알고 있는 경우도 많지만 실제로는 뉴사우스 웨일즈 트위즈 헤즈 지구의 일부이다. 일부 해변에서는 심각한 모래침식의 피해가 보고 되고 있다. 1967년에는 11개의 사이클론이 골드 코스트를 덮쳐 여러 해변의 모래 사장 대부분이 없어져 버렸다. 심각한 사태로 생각한 주 정부는 네덜란드 전문가를 부르는 등 대책에 착수하여, 1971년에는 대책 공사가 발표되었다. 현재는 대부분의 해변에서 대책 공사가 실시되고 있다. 그러나 일부 해변에서는 부족한 곳도 있고, 향후 주정부는 도시 및 호주 환경보호청, 그리피스, 대학 등의 연구기관과 공동으로 새로운 모래 관리 계획을 발표할 예정이다.

### 안전

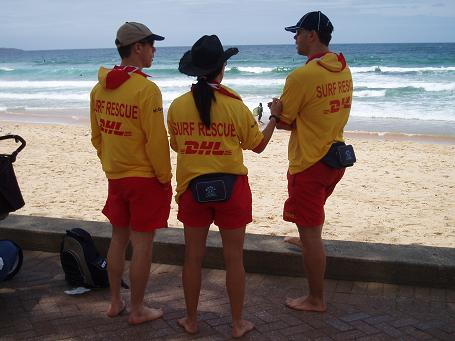
인명구조 요원은 빨간 글씨에 노란 유니폼을 입고 해안 순찰을 한다

아름다운 모래 사장과 해수욕에는 항상 물놀이 사고의 위험이 숨어있다. 따라서 골드 코스트는 라이프 가드와 세계 최대의 구명 서비스가 제공되고 있어 해수욕객을 보호하는 동시에 지역 사회의 안전한 수영을 호소하고 있다. 주 정부는 이 땅에서 "퀸즐랜드 샤크 콘트롤 프로그램(Queensland Shark Control Program, SPC)을 전개하여 수영 시 상어의 공격에 의한 피해가 미치지 않도록 주요 해변과 바다에 그물을 길게 쳐 놓은 등의 대책을 가지고 있다. 그 결과 드물게 상어가 출현하는 경우는 있었지만 상어의 의한 인명피해는 격감했다. 그러나 인명피해의 위험이 있다고 판단될 경우, 해수욕객이 바다에서 나오도록 알려준다. 시는 유영객들이 안전하게 해수욕을 즐길 수 있도록 골든 크루즈 운동을 추진하고 있다.
- 항상 라이프 가드와 인명 감시지역을 나타내는 빨간색과 노란색 2색 깃발 2개의 사이에서 수영을 할 수 있게 했다.
- 수영을 할 경우는 깃발이나 안전 사인의 의미를 읽고 이해한 다음 바다에 들어가야 한다.
- 빨간 깃발은 위험을 뜻하고 바다에 들어가는 것이 금지되며, 노란 깃발은 주의를 하면서 바다에 들어가야 한다는 것을 의미한다.

해변은 자외선이 강하기 때문에 과도한 자외선으로 피부암을 일으킬 가능성이 있다. 팔과 목을 잘 지키고, 칼라가 달린 소매을 입고, 수영을 할 때는 각종 안전장비와 잠수복, 긴 챙 모자, 선글라스 착용이 권장되고 있다. 또한 최소 SPF15+ 이상의 자외선 차단제를 사용하는 것이 적극 권장되고 있다.

### 기후
골드 코스트는 온난 습윤 기후 (쾨펜의 기후 구분 Cfa)이다.
| 골드코스트 (1992년~2020년)의 기후 | 골드코스트 (1992년~2020년)의 기후 | 골드코스트 (1992년~2020년)의 기후 | 골드코스트 (1992년~2020년)의 기후 | 골드코스트 (1992년~2020년)의 기후 | 골드코스트 (1992년~2020년)의 기후 | 골드코스트 (1992년~2020년)의 기후 | 골드코스트 (1992년~2020년)의 기후 | 골드코스트 (1992년~2020년)의 기후 | 골드코스트 (1992년~2020년)의 기후 | 골드코스트 (1992년~2020년)의 기후 | 골드코스트 (1992년~2020년)의 기후 | 골드코스트 (1992년~2020년)의 기후 | 골드코스트 (1992년~2020년)의 기후 |
| 월                                | 1월                               | 2월                               | 3월                               | 4월                               | 5월                               | 6월                               | 7월                               | 8월                               | 9월                               | 10월                              | 11월                              | 12월                              | 연간                              |
| --------------------------------- | --------------------------------- | --------------------------------- | --------------------------------- | --------------------------------- | --------------------------------- | --------------------------------- | --------------------------------- | --------------------------------- | --------------------------------- | --------------------------------- | --------------------------------- | --------------------------------- | --------------------------------- |
| 역대 최고 기온 °C (°F)            | 38.5 (101.3)                      | 40.5 (104.9)                      | 36.3 (97.3)                       | 33.3 (91.9)                       | 29.4 (84.9)                       | 27.1 (80.8)                       | 28.9 (84.0)                       | 32.4 (90.3)                       | 33.0 (91.4)                       | 36.8 (98.2)                       | 35.5 (95.9)                       | 39.4 (102.9)                      | 40.5 (104.9)                      |
| 일평균 최고 기온 °C (°F)          | 28.9 (84.0)                       | 28.7 (83.7)                       | 28.0 (82.4)                       | 26.1 (79.0)                       | 23.6 (74.5)                       | 21.4 (70.5)                       | 21.3 (70.3)                       | 22.1 (71.8)                       | 24.0 (75.2)                       | 25.4 (77.7)                       | 26.9 (80.4)                       | 28.0 (82.4)                       | 25.4 (77.7)                       |
| 일일 평균 기온 °C (°F)            | 25.4 (77.7)                       | 25.2 (77.4)                       | 24.5 (76.1)                       | 22.2 (72.0)                       | 19.5 (67.1)                       | 17.3 (63.1)                       | 16.7 (62.1)                       | 17.3 (63.1)                       | 19.4 (66.9)                       | 21.1 (70.0)                       | 23.0 (73.4)                       | 24.2 (75.6)                       | 21.3 (70.4)                       |
| 일평균 최저 기온 °C (°F)          | 21.9 (71.4)                       | 21.8 (71.2)                       | 20.9 (69.6)                       | 18.3 (64.9)                       | 15.4 (59.7)                       | 13.3 (55.9)                       | 12.0 (53.6)                       | 12.5 (54.5)                       | 14.8 (58.6)                       | 16.9 (62.4)                       | 19.0 (66.2)                       | 20.5 (68.9)                       | 17.3 (63.1)                       |
| 역대 최저 기온 °C (°F)            | 16.7 (62.1)                       | 17.2 (63.0)                       | 13.4 (56.1)                       | 8.9 (48.0)                        | 6.6 (43.9)                        | 3.8 (38.8)                        | 2.5 (36.5)                        | 4.2 (39.6)                        | 7.9 (46.2)                        | 9.4 (48.9)                        | 8.2 (46.8)                        | 14.7 (58.5)                       | 2.5 (36.5)                        |
| 평균 강수량 mm (인치)             | 136.7 (5.38)                      | 183.4 (7.22)                      | 134.0 (5.28)                      | 118.7 (4.67)                      | 97.6 (3.84)                       | 113.9 (4.48)                      | 49.5 (1.95)                       | 54.8 (2.16)                       | 41.2 (1.62)                       | 87.4 (3.44)                       | 106.7 (4.20)                      | 129.0 (5.08)                      | 1,252.9 (49.32)                   |
| 평균 강수일수 (≥ 1 mm)            | 8.8                               | 10.3                              | 11.0                              | 8.6                               | 8.1                               | 7.2                               | 5.0                               | 4.3                               | 5.1                               | 6.3                               | 8.0                               | 9.3                               | 92                                |
| 평균 오후 상대 습도 (%)           | 70                                | 70                                | 68                                | 65                                | 62                                | 58                                | 55                                | 56                                | 62                                | 66                                | 68                                | 69                                | 64                                |
| 평균 자외선 지수                  | 14                                | 13                                | 10                                | 7                                 | 4                                 | 3                                 | 4                                 | 5                                 | 7                                 | 9                                 | 12                                | 14                                | 9                                 |
| 출처: 오스트레일리아 기상청       |                                   |                                   |                                   |                                   |                                   |                                   |                                   |                                   |                                   |                                   |                                   |                                   |                                   |

## 행정
지방, 주, 연방의 3 단계 행정이다. 1958년 10월 23일에 골드코스트 시청 업무를 시작했다. 현재의 시장은 시장은 원래 올림픽 동메달리스트인 론 클라크 (Ron Clarke)이다. 사우스 포트 법원이 경범죄 2억 5000만 호주 달러까지 민사소송 문제를 취급한다. 기소 범죄, 형사 사건의 판결, 2억 5000만 호주 달러 이상의 민사 사건은 퀸즐랜드 상급 법원(브리즈번, George Street)에서 취급한다. 보조적으로 하급 판결 법원이 쿨랑가타에 있다. 누민바 교정 센터에서는 내륙 누민바 바레의 형무소농장에서 가벼운 경비 시설을 두고 재소자들이 생활한다.

## 경제
2002년 퀸즐랜드 대학 센터 경제 정책 모델링 (CEPM)의 추산에 따르면, 연간 GDP는 약 89억 호주 달러이며, 주요 산업은 부동산, 건설, 소매업, 비즈니스 서비스, 교통, 관광(숙박, 요식업), 금융, 보험, 의료, 교육, 도매, 엔터테인먼트 등이다.
이 중 관광 산업은 해외 관광 객수가 연간 83만 명 이상이며, 일본, 뉴질랜드가 50%를 차지하고 인도, 중동, 중국 관광객이 증가 추세에 있다. 내국인 관광객은 약 360만명으로 오스트레일리아 최대의 관광 단지이다.
국가 최대의 영화 산업의 중심지이며, 1990년 이후 전국적인 영화 산업의 75%를 차지하고 있으며, 국내에서는 시드니, 멜버른에 이어 3 번째로 큰 영화 산업 지역이다. 워너 브라더스가 도시의 외곽에 거대한 촬영 스튜디오를 두고 많은 영화가 촬영되고 있다. 동시에 그들이 운영하는 테마 파크 무비 월드에 인접하는 형태로 지어져 있으며, 8개의 촬영용 스테이지 프로덕션 사무실, 편집실, 드레스 룸, 세트 건설 공장이나 식당 등이 설치되어 있으며, 남반구에서는 가장 큰 영화 스튜디오 중 하나이다. 주 정부는 퍼시픽 필름 앤 텔레비전위원회를 통해 영화 산업을 지원하고 있다.

## 문화

### 관광
다양한 종류의 숙박 시설을 제공하고 있으며, 배낭자를 위한 숙소에서 5성급 호텔까지 총 숙박 객실 수 13,000 개 이상이다. 가장 일반적인 것은 3 ~ 4 성급 호텔이다. 서핑을 할 수 있는 해변, 내륙에 있는 세계자연유산으로 지정된 국립 공원, 기타 각종 테마 파크가 건설되어 있다.
주요 테마 파크와 자연 공원
- 드림 월드
- 씨월드
- 웻 앤 와일드
- 워너브라더스 무비 월드
- 화이트 월드
- 카란 리아 야생 동물 보호 구역

주요 명소
- Q1

2005년 오픈 이후 관광객과 지역민들에게 인기있는 명소이다. 77층에 위치한 전망대는 국가에서 가장 높은 360도 넓은 경치를 바라볼 수 있다. 또한 3개의 고층 빌딩이 특징적인 쉐브론 르네상스도 지역의 명소이다.

### 레저

#### 서핑
서핑은 골드코스트에서 가장 인기 있는 스포츠 중 하나이다. 세계적으로 이름난 서핑 포인트가 있어, 샌드덤핑, 제티, 바 레이, 카란빈·어레이, 그린 마운트, 키라, 스냅파, 록스 그리고 듀랑 바 등이 유명하다. 그 외의 비치에서도 서핑을 즐길 수 있다. 매년, 골드코스트에서는 서핑 세계 선수권이 개최되고 있다.

#### 낚시
낚시도 골드 코스트에서 인기있는 액티비티 중 하나이다. 인기있는 주요 낚시터로 다음과 같은 것들이 있다.
- 더 시핏(the Spit)의 샌드덤핑 제티 (Sandpumping Jetty)
- 팜 비치 (Palm Beach)의 오프쇼어 리프즈(Offshore reefs)
- 내로우넥 리프 (The Narrowneck Reef)
- 골드 코스트 브로드 워터 (The Gold Coast Broadwater)
- 점핀핀 (Jumpinpin)
- 쿠메라 (Coomera)
- 로건 강과 알버트 강 (Logan and Albert Rivers)
- 커럼빈, 탈레붓제라 크릭(Currumbin and Tallebudgera Creeks)

#### UCI
네랑 벨로드롬은 356m의 아스팔트, 나이트 시설이 있는 트랙이다. 영구 240석 + 임시 좌석 150석의 관객 스탠드를 갖추고 있다. 또한 600m 평면 도로와 900m와 1,500m, 200m의 경사를 포함한 도로를 선택할 수 있다. 근처의 네랑 스테이트 포리 스트에서는 산악 자전거를 즐길 수 있다.

#### 골프
공공 시설을 포함해 50 개 이상의 골프 코스가 있다. 대표적인 것으로 다음과 같은 것들이 있다.
- Royal Pines Resort : ALPG Tour (호주 여자 마스터스) 교육 과정
- The Links
- Arundel Hills Golf Club
- Gainsborough Greens : 야생 캥거루 서식지
- Glades : 그렉 노먼 설계
- Lakelands Golf Club : 잭 니클라우스 디자인

#### 경마
골드 터프 클럽이 매주 토요일 낮 12시에서 레이스를 개최하고 있다. 입장 요금은 저렴 설정되어 있으며, 시설은 마권 (공인 도박업자)이 있는 섹션이나 자동 마권 매장, 음식점 등이 있다. 또한 매년 한달에 레이스와 순종 경매가 열리고 있어 전 세계 구매 업체와 팬들로 붐빈다.

### 자동차 경주
인디 카 시리즈(2007년까지 챔프카 월드 시리즈 2008년에 인디카 시리즈가 챔프카 월드 시리즈를 흡수 합병했다) 경주인 '골드 코스트 인디 300'은 매년 10월경에 개최된다. 서퍼스 파라다이스 메인 비치에 위치한 도로를 이용하여 경주에서 기본인 《인디 300》과 《V8 슈퍼카 챔피언십》, 《미스 인디 컨테스트》 등의 엔터테인먼트가 개최되고 있다.

### 풋볼
내셔널 럭비 리그의 〈골드 타이탄〉 및 축구 A리그의 〈골드코스트 유나이티드〉가 모두 로비나 지구에 2008년 세워진 스킬드 파크를 홈 구장으로 하고 있다.

### 스포츠
내셔널 럭비 리그인 골드 타이탄 및 축구 A리그의 <골드코스트 유나이티드>가 모두 로비나 지구에 2008년 세워진 스킬드 파크(또는 Robina Stadium)를 홈 구장으로 하고 있다.
《인디 자동차 시리즈》(2007년까지 《챔프카 월드 시리즈》가 2008년에 《인디카 시리즈 챔프카 월드 시리즈》를 흡수 합병) 경주인 《골드 코스트 인디 300》이 매년 10월 경에 개최된다. 서퍼스 파라다이스 메인 비치에 위치한 도로를 이용하여 경주에서 메인인 인디 300 외에도 V8 슈퍼카 챔피언십, 미스 인디 컨테스트 등의 엔터테인먼트가 개최되고 있다.

## 교육
- 본드 대학은 로비나 지구 캠퍼스가 있는 오스트레일리아에서 몇 안되는 사립 대학 중 하나이다.
- 그리피스 대학교 골드 코스트 캠퍼스는 사우스 포트 지역에 캠퍼스가 있으며, 골드 코스트 시립 병원과 연결하여 의과, 치과 및 구강 대학을 운영하고 있다. 본거지는 브리즈번, 네이잔 캠프스
- 센트럴 퀸즐랜드 대학은 사우스 포트에 위치한 대학이다.

다른 4 개의 부설주립전문학교(TAFE) 캠퍼스와 많은 공사립 학교가있다.

## 교통

### 공항
국내선으로는 골드코스트 공항을 이용하며, 국제선은 골드코스트에서 70km 떨어져 있는 브리즈번 공항을 이용한다. 물론 골드코스트 공항에도 약간의 국제선이 있으며, 콴타스 계열의 항공사인 젯스타 항공이 인천 - 골드코스트 직항을 2019년 12월에 운항한다.

### 철도
브리즈번 시티 트레인 골드 라인으로 연결된다. 골드 라인과 공항 선은 연결 운행되고 있다. 대부분의 열차는 골드 코스트의 북쪽에 인접한 빈리 역(Beenleigh)와 브리즈번의 파크 로드 역 사이에 정차하지 않는다. 약 30 분 간격으로 운행한다. 시드니 방면으로가는 철도는 골드 코스트에 없다. 따라서 컨트리 링크가 운행하는 연락 버스로 뉴사우스 웨일즈 북동부의 도시 카지노 (Casino)까지 갈 필요가 있다. 서퍼스 파라다이스에서 코치로 카지노까지는 약 3 시간 소요된다.

### 버스
골드 코스트 시내의 대중 교통은 서퍼스 파라다이스를 중심으로 정비되어 있으며, 서프 사이드 버스 라인에 의해 운영되고 있다. 북부에 있는 대형 쇼핑 센터인 호주 박람회 및 아울렛 쇼핑몰 하버 타운, 북부 내륙의 드림 월드 등 테마 파크, 남부의 대형 쇼핑 센터인 퍼시픽 페어, 골드 코스트 공항, 쿨랑가타, 남부 내륙 로비나 등에 노선이 연결되어 있다. 티켓은 운전사에서 구입하거나 카드를 사용하여 최종 목적지까지 한 장의 승차권으로 갈 수 있다. 또한 서퍼스 파라다이스에 있는 트랜짓에서 골드 코스트 공항이나 브리즈번 공항 버스 그레이 하운드 호주와 프리미어 모터 등의 장거리 버스 등이 운행한다.

### 도로
골드 코스트와 브리즈번 사이를 달리는 고속도로는 퍼시픽 모터 웨이(M1)라고 브리즈번 남부 에이트 마일 평원 부근에서 더 북쪽으로 가는 일부 유료 도로 게이트웨이 모터 웨이와 브리즈번 시내로 가는 사우스 이스트 고속도로가 있다. 또한 남부는 퍼시픽 하이웨이가 뉴사우스 웨일즈과 주경 퍼시픽 하이웨이가 있다. 골드 코스트 중심가에서는 골드 코스트 하이웨이라는 도로가 달리고, 북부 헤렌즈베르 퍼시픽 모터 웨이와 연결되어 있다. 이 도로는 골드 코스트 해안 부근을 통과하여 남부 쯔이도헷즈 (NSW)에서 퍼시픽 하이웨이와 연결된다.

## 자매 도시
| - 중국 베이하이 시 - 프랑스 누메아 - 그리스 케르키라 - 이스라엘 네타냐 - 일본 가나가와현 홋카이도 다카스정 | - 몽골 울란바토르 - 대만 타이난 - 아랍에미리트 두바이 - 미국 포트로더데일 |